# Веселец (Тырговиштская область)
Веселец (болг. Веселец) — село в Болгарии. Находится в Тырговиштской области, входит в общину Омуртаг. Население составляет 111 человек (2022).

## Политическая ситуация
Кмет (мэр) общины Омуртаг — Неждет Джевдет Шабан Движение за права и свободы (ДПС)) по результатам выборов.